# 104.º Regimiento Antiaéreo (motorizado)
El 104.º Regimiento Antiaéreo (motorizado) (Flak-Regiment. 104 (mot.)) fue una unidad de la Luftwaffe durante la Segunda Guerra Mundial.

## Historia
Fue formado en octubre de 1939 en Königsberg, a partir del 11.º Regimiento Antiaéreo. Destruido en enero de 1943 en Stalingrado. Reformado el 25 de septiembre de 1943 en Rumania (?).

## Comandantes
- Coronel Ernst Buffa (28 de octubre de 1939-11 de junio de 1940)
- Coronel Hermann Lichtenberger (11 de junio de 1940-16 de septiembre de 1941)
- Teniente coronel Georg von Gyldenfeldt (16 de septiembre de 1941-15 de abril de 1942)
- Teniente coronel Dr. jur. Oskar Schrader (16 de abril de 1942-12 de septiembre de 1942)
- Teniente coronel Kurt Behrendt (13 de septiembre de 1942-septiembre de 1942)
- Coronel Lothar Rosenfeld (octubre de 1942-enero de 1943)
- Coronel Otto Schultz (25 de septiembre de 1943-abril de 1944)
- Coronel Gustav Hinkel (abril de 1944-21 de enero de 1945)
- Mayor Erich Havemann (22 de enero de 1945-abril de 1945)
- Mayor Georg Geist (suplente) (marzo de 1945-marzo de 1945)
- Teniente coronel Wilhelm Deventer (abril de 1945-mayo de 1945)

## Servicios
- 16 de abril de 1940: bajo el I Cuerpo Antiaéreo con I./11.º Regimiento Antiaéreo, II./11.º Regimiento Antiaéreo, 75.º Regimiento Ligero Antiaéreo y el III./9.º Regimiento Antiaéreo, apoyando al 16.º Ejército.
- 1 de junio de 1940: bajo el I Cuerpo Antiaéreo/2.ª Brigada Antiaérea con el I./8.º Regimiento Antiaéreo, I./11.º Regimiento Antiaéreo, II./11.º Regimiento Antiaéreo y III./9.º Regimiento Antiaéreo.
- junio de 1940: en Liancourt.
- 12 de julio de 1940: en el área de París, bajo el I Cuerpo Antiaéreo/2.ª Brigada Antiaérea, con el I./8.º Regimiento Antiaéreo, I./11.º Regimiento Antiaéreo, II./11.º Regimiento Antiaéreo, 75.º Regimiento Ligero Antiaéreo y el III./9.º Regimiento Antiaéreo.
- septiembre de 1940-abril de 1941: en el área de Stettin.
- junio de 1941: en el área de Warzav, bajo el I Cuerpo Antiaéreo, con I./11.º Regimiento Antiaéreo, II./11.º Regimiento Antiaéreo, 75.º Regimiento Ligero Antiaéreo, apoyando al 2.º Grupo Panzer.
- junio de 1941-mayo de 1942: operando bajo el I Cuerpo Antiaéreo en la Rusia Central, mayormente alrededor del área del Orel.
- junio de 1942: en la Rusia meridional bajo la 9.ª División Antiaérea con el I./19.º Regimiento Antiaéreo, II./38.º Regimiento Antiaéreo y la 77.º Regimiento Ligero Antiaéreo.
- enero de 1943: en Stalingrado bajo la 9.ª División Antiaérea con I./12.º Regimiento Antiaéreo, I./37.º Regimiento Antiaéreo, 91.º Regimiento Ligero Antiaéreo y la 775.º Regimiento Ligero Antiaéreo.
- 1 de noviembre de 1943: bajo la 17.ª División Antiaérea, con la 774.º Regimiento Ligero Antiaéreo (v), 147.º Regimiento Antiaéreo (mixto (v)), 375.º Regimiento Antiaéreo (mixto (v)) y la 2./VII Flak-Gast.
- 1 de enero de 1944: bajo la 15.ª División Antiaérea, con la 147.º Regimiento Antiaéreo (mixto (v)) y la 744.º Regimiento Ligero Antiaéreo (v).
- 1 de febrero de 1944: bajo la 15.ª División Antiaérea, con la 181.º Regimiento Pesado Antiaéreos (v), 91.º Regimiento Ligero Antiaéreo (v) y 520.º Regimiento (Sw. (v)).
- 1 de marzo de 1944: bajo la 15.ª División Antiaérea, con la 181.º Regimiento Pesado Antiaéreo (v), 91.º Regimiento Ligero Antiaéreo (v) y 520.º Regimiento Antiaéreo (Sw. (v)).
- 1 de abril de 1944: bajo la 15.ª División Antiaérea, con unidades mixtas I./46.º Regimiento Antiaéreo (motorizada), 147.º Regimiento Antiaéreo (v), 236.º Regimiento Antiaéreo (v), 181.º Regimiento Pesado Antiaéreo (v), 91.º Regimiento Ligero Antiaéreo (v), 775.º Regimiento Ligero Antiaéreo (v), 520.º Regimiento Antiaéreo (Sw. (v)), 2./110 Lsp. y II./Regimiento de Instrucción Antiaérea.
- 1 de mayo de 1944: bajo la 15.ª División Antiaérea, con unidades mixtas I./46.º Regimiento Antiaéreo (motorizada), 236.º Regimiento Antiaéreo (v), 91.º Regimiento Ligero Antiaéreo (v), 775.º Regimiento Ligero Antiaéreo (v), 541.º Regimiento Pesado Antiaéreo (v) y 2./110 Lsp.
- 1 de junio de 1944: bajo la 15.ª División Antiaérea, con 541.º Regimiento Pesado Antiaéreo (v), 775.º Regimiento Ligero Antiaéreo (v), 91.º Regimiento Ligero Antiaéreo (v), 236.º Regimiento Antiaéreo (mixto (v)), I./46.º Regimiento Antiaéreo (motorizada mixta) y la 2./110 Lsp.
- 1 de julio de 1944: bajo la 15.ª División Antiaérea, con 775.º Regimiento Ligero Antiaéreo (v), 91.º Regimiento Ligero Antiaéreo (v), I./46.º Regimiento Antiaéreo (motorizada mixta) y la 375.º Regimiento Antiaéreo (mixto (v)).
- 1 de agosto de 1944: bajo la 15.ª División Antiaérea, con II./43.º Regimiento Antiaéreo (motorizada mixta), I./46.º Regimiento Antiaéreo (motorizada mixta), 91.º Regimiento Ligero Antiaéreo (Sf) y la 375.º Regimiento Antiaéreo (mixto (v)).
- agosto de 1944: en Iași bajo la 15.ª División Antiaérea (grandes pérdidas), con II./43.º Regimiento Antiaéreo (motorizada), I./46.º Regimiento Antiaéreo (motorizada), 375.º Regimiento Antiaéreo y 775.º Regimiento Antiaéreo.
- 1 de septiembre de 1944: bajo la 15.ª División Antiaérea, con II./43.º Regimiento Antiaéreo (motorizada mixta), I./46.º Regimiento Antiaéreo (motorizada), 91.º Regimiento Ligero Antiaéreo (Sf) y 375.º Regimiento Antiaéreo (mixto (v)).
- 1 de octubre de 1944: bajo la 15.ª División Antiaérea, con I./40.º Regimiento Pesado Antiaéreo (Sf); I./231.º Regimiento Antiaéreo (motorizada mixta); 342.º Regimiento Pesado Antiaéreo (b.motorizada); 375.º Regimiento Antiaéreo (mixta (v)); 724.º Regimiento Ligero Antiaéreo (v); 774.º Regimiento Ligero Antiaéreo (v); 775.º Regimiento Ligero Antiaéreo (v).
- 1 de noviembre de 1944: bajo la 15.ª División Antiaérea, sin unidades adjuntas.
- 1 de diciembre de 1944: bajo la 17.ª Brigada Antiaérea con el Stab, 5., 7./105 Lsp. (o); 181.º Regimiento Antiaéreo (mixta (v)); 342.º Regimiento Pesado Antiaéreo (b.motorizada); 375.º Regimiento Antiaéreo (mixta (v)); 6./516.º Regimiento Pesado Antiaéreo (o); Stab/905.º Regimiento Pesado Antiaéreo (o) con el 4./695.º Regimiento Pesado Antiaéreo (b.motorizada), 6216.º Batería Antiaérea z.b.V., 6217.º Batería Antiaérea z.b.V. y 6258.º Batería Antiaérea z.b.V.; 38./XVII Batería de Transporte Antiaéreo.
- 1945: en los Balcanes.